# Procordulia irregularis
Procordulia irregularis là loài chuồn chuồn trong họ Corduliidae. Loài này được Martin mô tả khoa học đầu tiên năm 1907.